# République de Genève sous Jean Calvin
 (janvier 2020).
Si vous disposez d'ouvrages ou d'articles de référence ou si vous connaissez des sites web de qualité traitant du thème abordé ici, merci de compléter l'article en donnant les références utiles à sa vérifiabilité et en les liant à la section « Notes et références ».

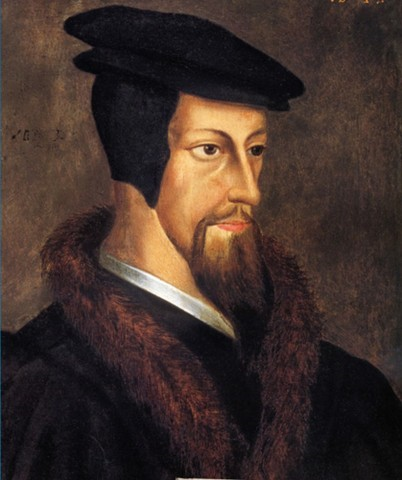
Jean Calvin.

La république de Genève à l'époque de Jean Calvin correspond à une période qui s'étend de 1536, date de son arrivée à Genève, à sa mort en 1564.
De 1533 au bannissement de Calvin en 1538, la république de Genève est sous l'influence du réformateur, même si ses institutions traditionnelles de république aristocratique continuent à fonctionner. Les Petit et Grand Conseils, pouvoir civil en lutte depuis le Moyen Âge contre l'empiètement du pouvoir religieux, s'oppose à plusieurs reprises à Calvin, au point même de le faire incarcérer.
La tentative de Jean Calvin de créer une république théocratique, vraie ou supposée, échoue et conduit à son bannissement de Genève en 1538. Il ne peut revenir qu'à partir de 1541. Il est très actif de 1543 à sa mort en 1564. L'attitude du magistrat et des citoyens a sans doute évité qu'il ne jouât à Genève le même rôle que le moine Savonarole à Florence un siècle auparavant.

## Première tentative de réforme
Lorsque Calvin arrive à Genève, la ville est déjà largement acquise à la Réforme. Le premier culte protestant est célébré le Vendredi Saint de 1533. En janvier 1534, une controverse publique met aux prises le réformateur Guillaume Farel et un dominicain, Guy Furbity. Le 1er octobre 1535, la population chasse le dernier évêque de la cité, Pierre de La Baume, prélat de la ville depuis 1522. 
Durant la même année, la Réforme se met en place lentement : les autorités suspendent  provisoirement dans un premiers temps, la messe. Dans le même temps, les ordres réguliers quittent progressivement la ville. 
Durant un temps, le fonctionnement spirituel de la ville était tout entière aux mains de Guillaume Farel. Puis, les autorités organisent le basculement de la cité dans la Réforme au début de l'année 1536 : on interdit aux curés, aux chanoines et autres religieux de célébrer les rites catholiques et on leur impose de jurer obéissance aux doctrines évangéliques. Enfin, le dimanche 21 mai 1536, le peuple réuni en Conseil général proclame son adhésion unanime à la Réforme religieuse.
Jean Calvin arrive à Genève à l'été 1536. Il n'a donc pas pris part à la conversion de la cité elle-même. En 1536, il vit à Genève où il a été nommé professeur de théologie. Il y joue un rôle à la fois religieux et politique. En octobre 1536, il participe à la dispute de Lausanne, destinée à faire basculer cette ville dans le camp de la Réforme.

## Mesures politico-religieuses de Calvin et opposition du Sénat et des citoyens à leur encontre
En novembre 1536, Jean Calvin écrit avec Guillaume Farel les « Articles pour l'unité de la ville et afin d'unir les citoyens dans la foi en Christ ». Ceux-ci sont validés début 1537 par le Conseil. Calvin et Farel écrivent alors la Confession de foi pour tenter d'organiser l'Église de Genève. Ce texte, qui pour ses auteurs doit être signé par chaque Genevois, fait l'objet d'une vive résistance. Il y a notamment discussion sur la fréquence des communions, et sur la sévérité à appliquer l'excommunication. Ces mesures sont en effet également politiques, car une excommunication équivaut à un ostracisme dans une société éminemment religieuse. Calvin fait également preuve de grande rigueur dans la décision de bannir les anabaptistes, en mars 1537. En avril, Calvin institue un syndic chargé de se rendre de maison en maison pour s'assurer que les habitants souscrivent à la Confession de foi. Mais devant les résistances, cette initiative s'enlise. 
Durant toute l'année 1537, Calvin mène avec d'autres intolérants une pression continue sur les hésitants et les tièdes. En été, il est prévu d'interroger chaque dizainier sur sa foi. Il lui est demandé de surveiller la foi des habitants de son quartier. Ensuite, on demande à chaque quartier de venir accepter la confession de foi et jurer fidélité à Genève. Le 30 octobre, on demande publiquement aux hésitants de souscrire à la confession de foi. Le 12 novembre, les récalcitrants sont bannis de la ville.
Progressivement, les adversaires de Calvin se regroupent et prennent de l'importance. Le 4 janvier 1538, le Conseil général statue que plus personne ne doit être interdit de participer à la communion. Le 3 février, quatre nouveaux syndics sont élus, tous hostiles à Calvin. Les deux reproches les plus fréquents sont le mélange permanent du spirituel et du pouvoir temporel, et le fait que ce soit un étranger qui décide de bannir des Genevois de la ville . Mais en aucun cas cette hostilité à Calvin n'est une défiance vis-à-vis de la Réforme. En mars, le Conseil somme Calvin de ne plus s'occuper d'affaires civiles. Le ton monte et il est emprisonné un mois plus tard. Lors de cette escalade, Calvin n'est pas seul et est pleinement en phase avec Guillaume Farel. 
Finalement, pour avoir bravé plusieurs interdits, Calvin et Farel sont bannis de Genève en avril 1538. Calvin se retire alors à Strasbourg, où, dès son arrivée, il propage les nouvelles doctrines.

## Organisation des pouvoirs
Calvin « croyait aux textes et aux institutions. Celles de Genève furent formulées [en 1541] par les ordonnances ecclésiastiques, promulguées par le conseil de la ville sur le modèle strasbourgeois ». Calvin participe ainsi à la mise en place d'une république calviniste dans la ville. Ces ordonnances sont approuvées en Conseil général le 30 novembre 1541. 
Ce gouvernement théocratique protestant lutte contre ceux qui ne sont pas favorables à la Réforme, parfois même en les condamnant à l'exil ou à la peine de mort. C'est ainsi que Michel Servet fut condamné à mort et brûlé en place publique (27 octobre 1553). Même si on[Qui ?] a prétendu que Calvin souhaitait que la sentence prononcée par le Conseil de la ville soit exécutée autrement que par le bûcher, il reste la cause directe des condamnations à mort de ceux qui n'étaient coupables que de s'être opposé à sa doctrine sur la Trinité.
Calvin crée également le Consistoire, assemblée comprenant cinq pasteurs et douze délégués du Petit Conseil appelés anciens qui étaient des laïcs investis d'un ministère religieux. Cette assemblée a pour rôle de contrôler la ville quant à l'orthodoxie spirituelle ainsi que de punir les petits délits (réprimandes, amendes) et les grands délits (prison, exil et peine de mort). À partir de cette époque, il devient très influent dans la ville : aussi ses adversaires le surnomment-ils « le pape de Genève ». Il fait adopter par le Conseil ses articles de foi, ainsi que ses ordonnances sur la discipline ecclésiastique ; il réforme les mœurs aussi bien que les croyances.

## La terreur
Durant les cinq premières années de son « règne », treize personnes sont pendues, dix décapitées, et trente-cinq périssent sur le bûcher. Les plus connues des victimes de la répression suscitée par Calvin sont Jacques Gruet et Michel Servet.
Il y a de nombreux conflits entre le Conseil et le Consistoire, notamment au sujet de l'excommunication. Calvin pense en effet qu'on ne peut laisser impunis ceux qui se moquent de l'Église et de la loi de Dieu et que l'Église a le droit de décider de les mettre à mort. Les magistrats quant à eux estiment que c'est de leur ressort car la communion est le droit et le devoir de chacun. L'excommunication est à l'époque une très grande honte civile et religieuse et par conséquent associée à l'exercice d’un très grand pouvoir.
L'installation de la discipline très stricte de Calvin se fait avec de nombreux heurts et divise rapidement le peuple en partis favorables ou opposés à Calvin. Si, en effet, Calvin ne fait pas de politique directement, il est régulièrement sollicité par les magistrats pour la politique intérieure et extérieure. Son pouvoir indirect est très fort.

## La guerre civile
Les « libertins », groupe réunissant les citoyens opposés à la théocratie de Calvin, étaient au départ ses principaux partisans. Ils le soutenaient pour « libérer » Genève du joug de l'évêque mais jugèrent rapidement que la discipline qu'il tentait d'imposer aux citoyens était trop sévère. La tension monta peu à peu entre Calvin et les libertins au travers de conflits comme « l'affaire Gruet », jusqu'en 1553 où les « perrinistes » gagnèrent les élections. C'est dans ce climat de tensions que survint l'affaire Michel Servet où les perrinistes soutinrent Servet sans pour autant trop se prononcer de peur d'être jugés hérétiques eux aussi. La montée en puissance de la résistance au nouvel ordre moral institué par Calvin s'exerça de 1543 à 1555. En effet, dès 1555, les « libertins » furent battus et leurs chefs exilés ou exécutés, il n'y eut dès lors plus d'opposition au régime de Calvin. La voie était donc libre pour la réforme des mœurs. C'est alors que le nouveau régime protestant se stabilisa définitivement et Genève prit le surnom de « Cité de Calvin ». Ce fut le triomphe du réformateur.
Sous l'impulsion de Jean Calvin, il a été interdit de célébrer Noël à Genève de 1550 au début du XVIIIe siècle : pour le réformateur, aucun jour n'était meilleur qu'un autre pour adorer Dieu et fêter une date sans fondement biblique relevait de la superstition papiste.

## Développement des institutions pédagogiques
En 1559, Calvin fonde l'Académie de Genève, dont il confie le rectorat à Théodore de Bèze. Débute alors une grande réforme scolaire qui implique le bénéfice d'une organisation pédagogique développée.